# Cheech Marin

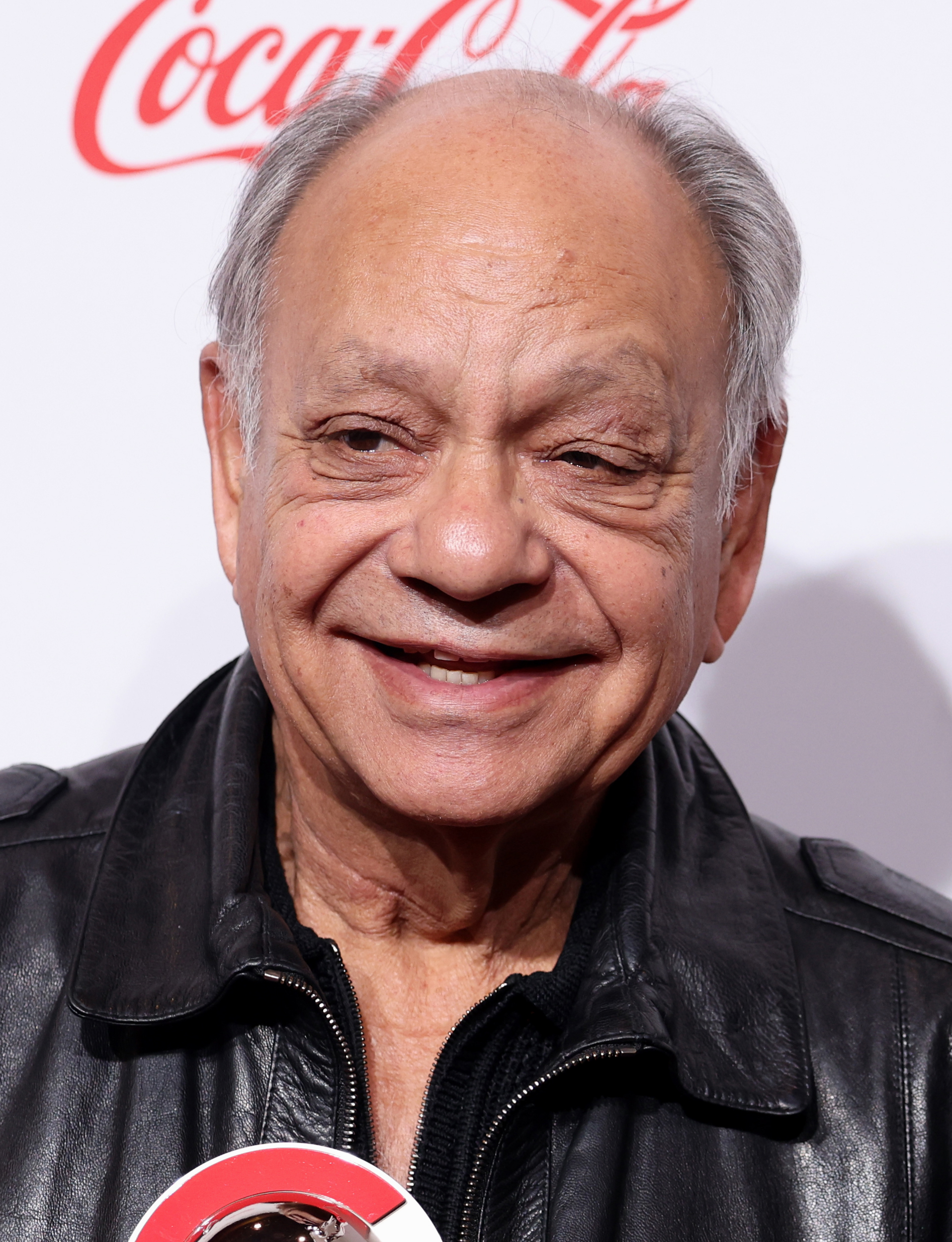
Cheech Marin (2025)

Cheech Marin (* 13. Juli 1946 in Los Angeles, Kalifornien, als Richard Anthony Marin) ist ein US-amerikanischer Komiker und Schauspieler mexikanischer Herkunft.

## Leben
Marin wurde zusammen mit Tommy Chong als Mitglied des Komikerduos Cheech und Chong bekannt. 1978 kam Viel Rauch um nichts heraus, ihr erster abendfüllender Spielfilm, der die beiden als Lebenskünstler und Dauerkiffer zeigt. Nach mehreren Filmen, die die Abenteuer der beiden Charaktere weiterspannen und an denen sie auch Drehbuchautoren beteiligt waren, trennte sich das Duo, und Marin führte seine Karriere allein fort. 2010 kündigten Marin und Chong eine Fortsetzung von Viel Rauch um Nichts an, in der sie wieder gemeinsam vor der Kamera standen.
Neben einer Vielzahl von Filmrollen (u. a. eine Dreifachrolle in Robert Rodriguez’ From Dusk Till Dawn) spielte er in der Fernsehserie Nash Bridges (1996–2001) an der Seite von Don Johnson einen Polizisten in San Francisco. Auch spielte er in der Serie Für alle Fälle Amy den Landschaftsarchitekten Ignacio Messina an der Seite von Tyne Daly. Auch in Golden Palace (1992–1993), der Nachfolgeserie von Golden Girls, war er als Hotelangestellter Chuy Castillos zu sehen.
Weiterhin lieh Marin Charakteren in Trickfilmen wie Der König der Löwen und Das große Krabbeln seine Stimme. 1985 gab er mit Cheech & Chong – Jetzt hats sich ausgeraucht! seine Regiedebüt, 1987 inszenierte er Ein irrer Typ will heim, in dem er auch die Hauptrolle übernahm. 
Cheech Marin ist auch politisch aktiv. Seit Jahrzehnten setzt er sich als bekennender Cannabis-Konsument mit öffentlichen Auftritten und in sozialen Netzwerken im Internet für die Legalisierung von Cannabis in den USA ein.
2023 wurde er für das Lied Be Prepared aus Der König der Löwen mit einer Goldenen Schallplatte in den Vereinigten Staaten ausgezeichnet.

## Filmografie (Auswahl)
Cheech und Chong

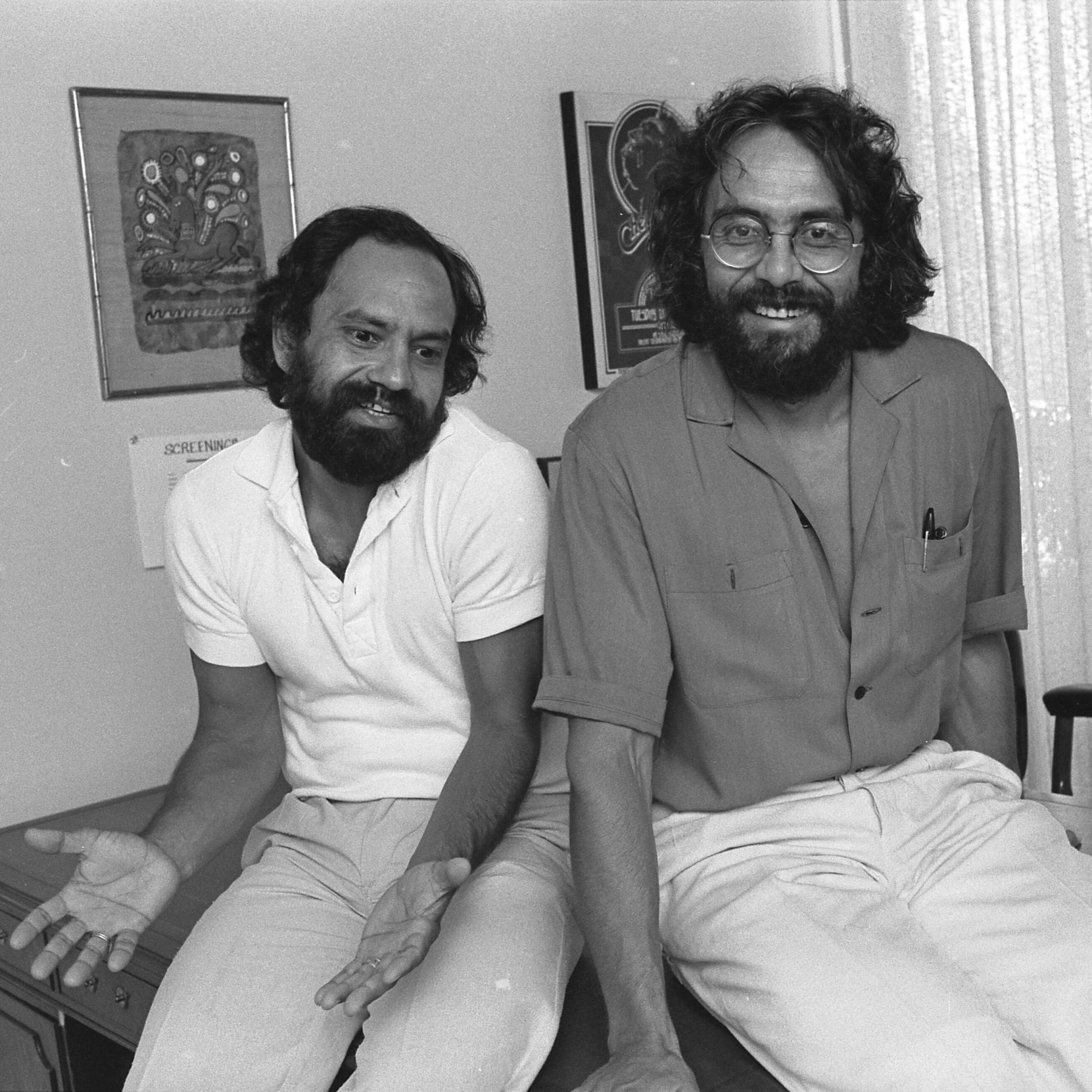
Cheech Marin (links) und Tommy Chong (1979)

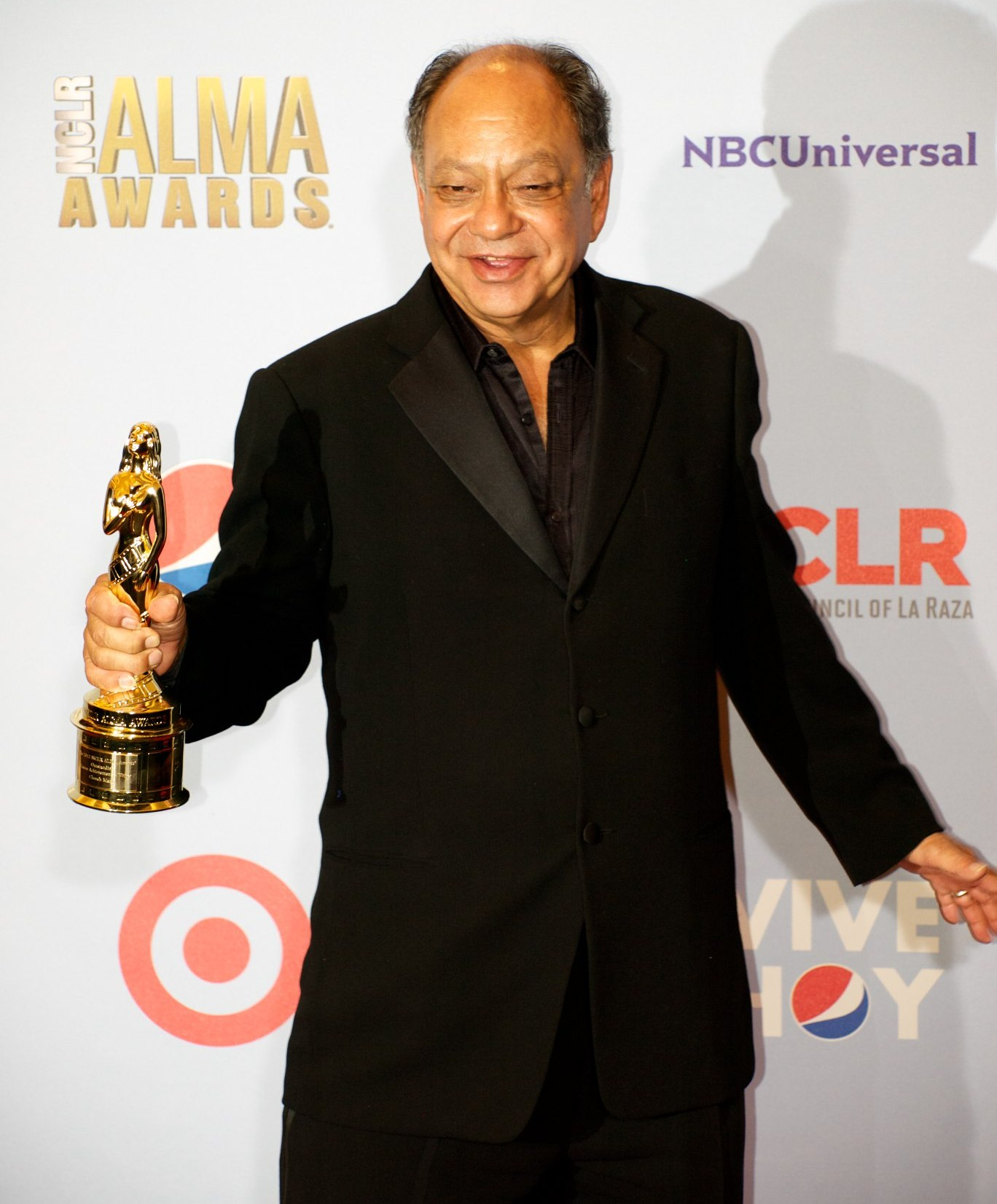
Cheech Marin mit dem Preis für sein Lebenswerk bei den ALMA Awards (2012)

- 1978: Viel Rauch um nichts (Up in Smoke)
- 1980: Noch mehr Rauch um überhaupt nichts (Cheech & Chong’s Next Movie)
- 1981: Cheech & Chongs heiße Träume (Nice Dreams)
- 1982: Cheech & Chong im Dauerstress (Things Are Tough All Over)
- 1983: Cheech & Chong – Jetzt raucht überhaupt nichts mehr (Still Smokin’)
- 1983: Dotterbart (Yellowbeard)
- 1984: Cheech & Chong – Weit und breit kein Rauch in Sicht (Cheech & Chong’s The Corsican Brothers)
- 1985: Cheech & Chong – Jetzt hats sich ausgeraucht! (Cheech and Chong: Get Out of My Room)
- 2010: Cheech & Chong’s Hey Watch This!
- 2013: Cheech & Chong’s Animated Movie
- 2024: Cheech and Chong’s Last Movie (Dokumentarfilm)

Weitere Filme
- 1985: Die Zeit nach Mitternacht (After Hours)
- 1986: Echo Park
- 1987: Born in East L. A.
- 1989: Rude Awakening
- 1989: Ghostbusters II
- 1990: Känguruh Carlos (The Shrimp on the Barbie)
- 1992: Der Ring der Musketiere
- 1994: FernGully – Christa und Zaks Abenteuer im Regenwald (FernGully: The Last Rainforest)
- 1995: Das letzte Abenteuer des großen Eroberers (Charlie’s Ghost Story)
- 1995: Desperado
- 1996: Great White Hype – Eine K.O.Mödie (The Great White Hype)
- 1996: From Dusk Till Dawn
- 1996: Tin Cup
- 1998: Paulie – Ein Plappermaul macht seinen Weg (Paulie)
- 2000: Ich hab doch nur meine Frau zerlegt (Picking Up the Pieces)
- 2001: Spy Kids
- 2002: Spy Kids 2 – Die Rückkehr der Superspione (Spy Kids 2: Island of Lost Dreams)
- 2003: Mission 3D (Spy Kids 3-D: Game Over)
- 2003: Irgendwann in Mexico (Once Upon a Time in Mexico)
- 2003: Masked and Anonymous
- 2003: In tierischer Mission (Good Boy!, Stimme)
- 2004: Verrückte Weihnachten (Christmas with the Kranks)
- 2005: Teen Cop (Underclassman)
- 2006: Cars (Stimme)
- 2007: Planet Terror
- 2010: Machete
- 2014: Manolo und das Buch des Lebens (The Book of Life, Stimme)
- 2017: Coco – Lebendiger als das Leben! (Coco, Stimme)
- 2020: Immer Ärger mit Grandpa (The War with Grandpa)
- 2022: Shotgun Wedding – Ein knallhartes Team (Shotgun Wedding)
- 2023: Champions

Serien
- 1987–1997: Eine schrecklich nette Familie (Stimme des Hundes Buck)
- 1992: Der Ring der Musketiere
- 1992–1993: Golden Palace
- 1996–2001: Nash Bridges
- 2000: Family Guy (Folge 2x20)
- 1999–2005: Für alle Fälle Amy
- 2007–2009: Lost
- 2008: Grey’s Anatomy
- 2012: Psych (Folge Der Sehende unter den Blinddärmen)
- 2012: Rob
- 2014: Anger Management